# Сілезія

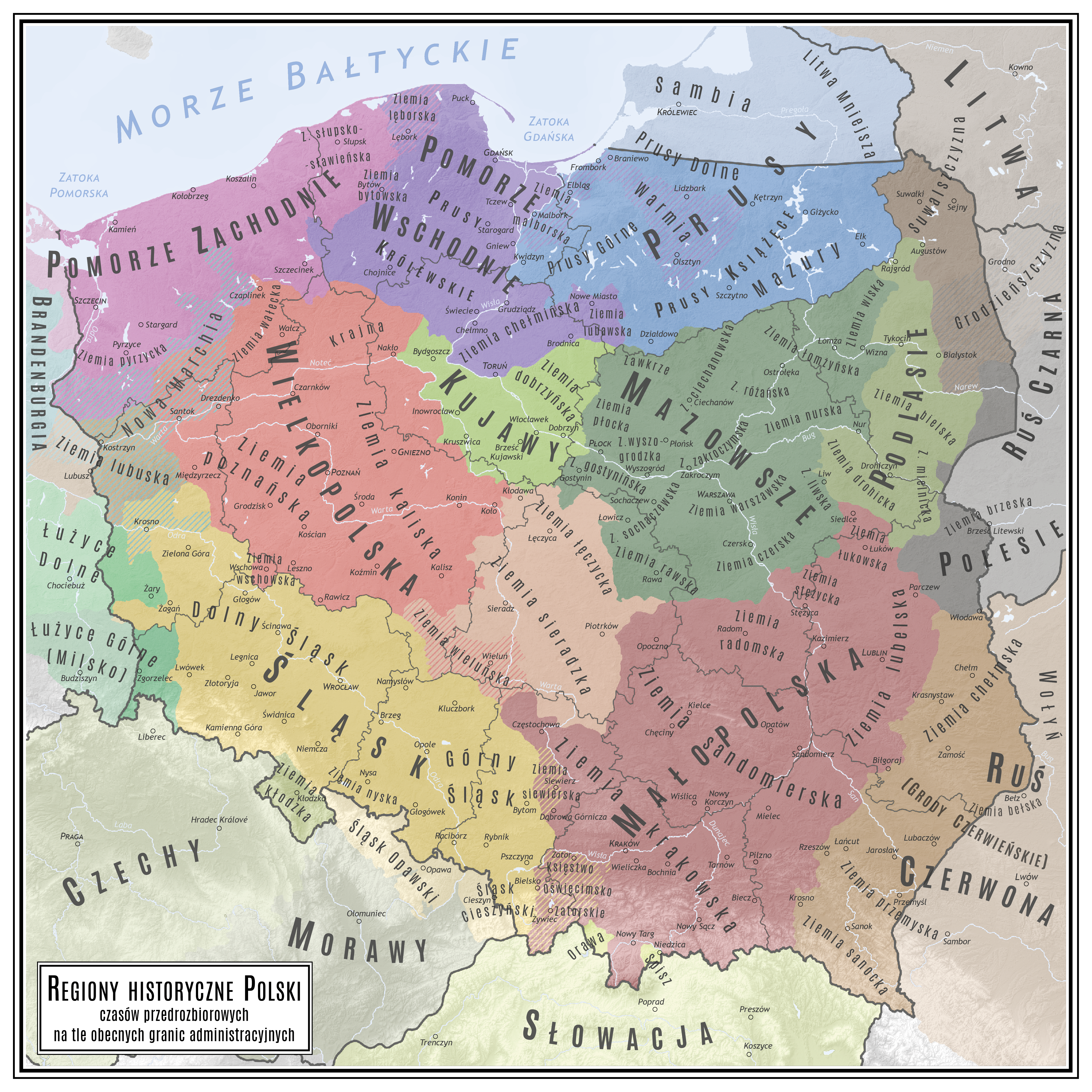
Сілезія, Нижня Сілезія, Верхня Сілезія та інші історичні землі Польщі на тлі сучасних адміністративних кордонів.

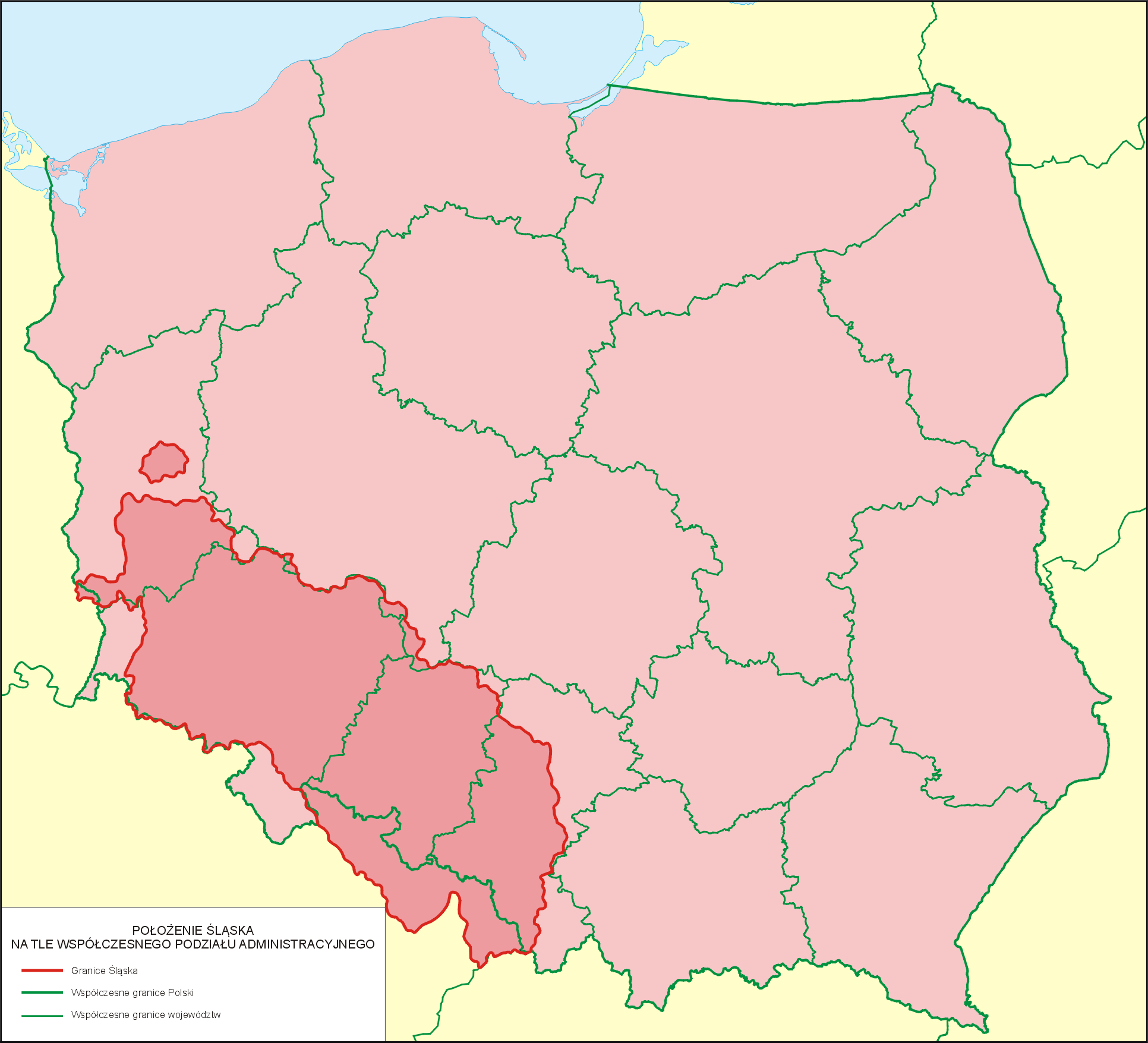
Сілезія

Сілезія (сіл. Ślůnsk, пол. Śląsk, чеськ. Slezsko, нім. Schlesien, лат. Silesia) — край у Центральній Європі, що лежить у сучасній Польщі, Чехії та Німеччині, права на котрий довго були предметом суперечки між різними державами через її вигідне географічне положення, мінеральні ресурси і промисловий потенціал. Найбільші міста — Вроцлав, Катовиці й Острава.

## Розміщення

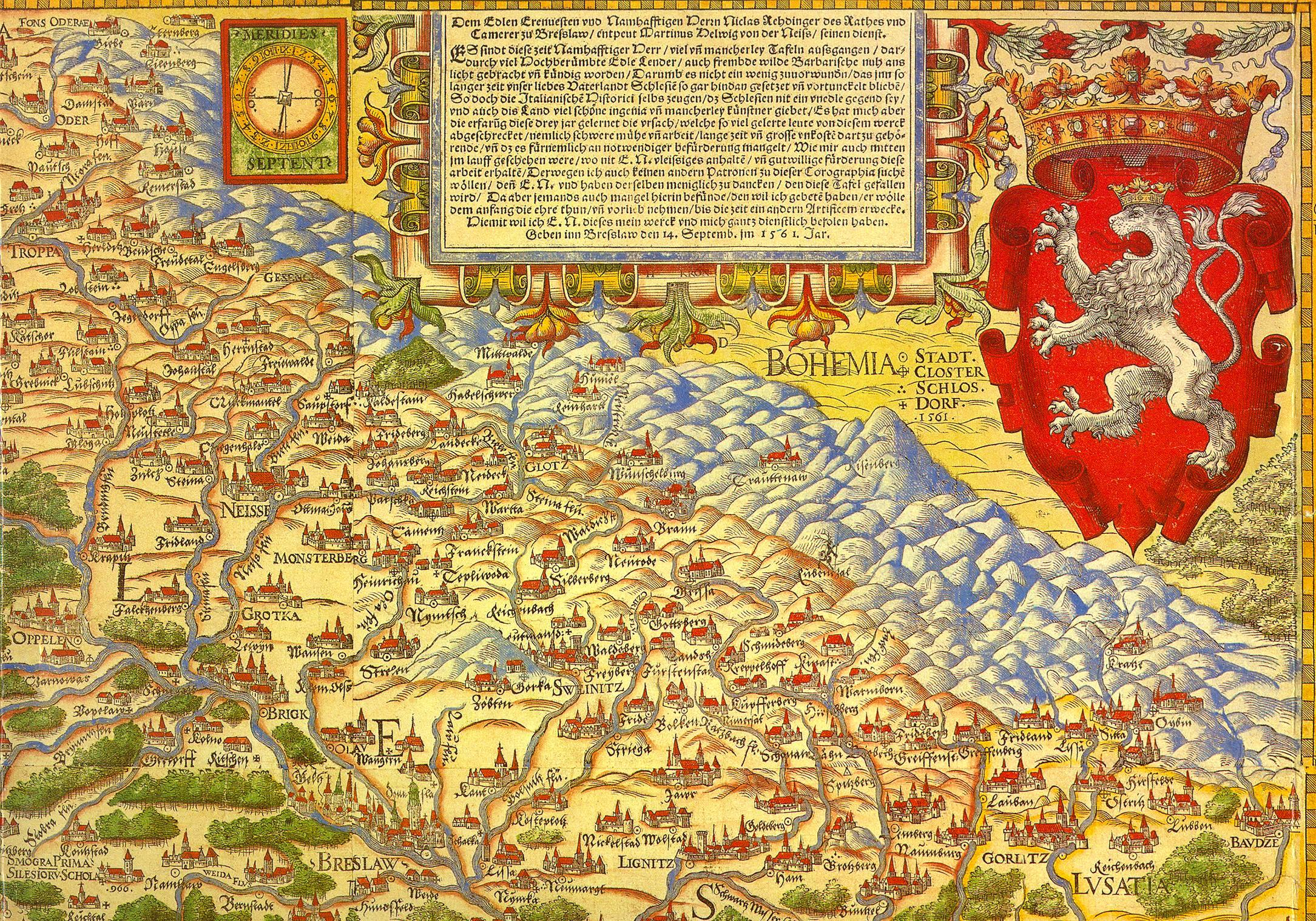
Перша карта Сілезії Мартина Гелвіга, 1561

Традиційно, Сілезія була обмежена на заході річками Квіса і Бубр, територія на захід від Квиси була Верхньою Лужицею (раніше Мілско). Частина Верхньої Лужиці увійшла до провінції Сілезія у 1815 в Німеччині. Герлиць, Нижньосілезька Верхня Лужиця (район) і сусідні області разом з польським Нижньосілезьким воєводством і частинами Любуського воєводства складають географічний регіон Нижня Сілезія. Сілезія має уявне продовження в її східній частині і відмежована річкою Бриниця від Заглеб'я Домбровського.
Верхня Сілезія в ширшому сенсі містить у собі Опольське воєводство в Польщі й Чеську Сілезію в Чехії. Чеська Сілезія входить до складу Мораво-Сілезького краю і Єсенецького району Оломоуцького краю.

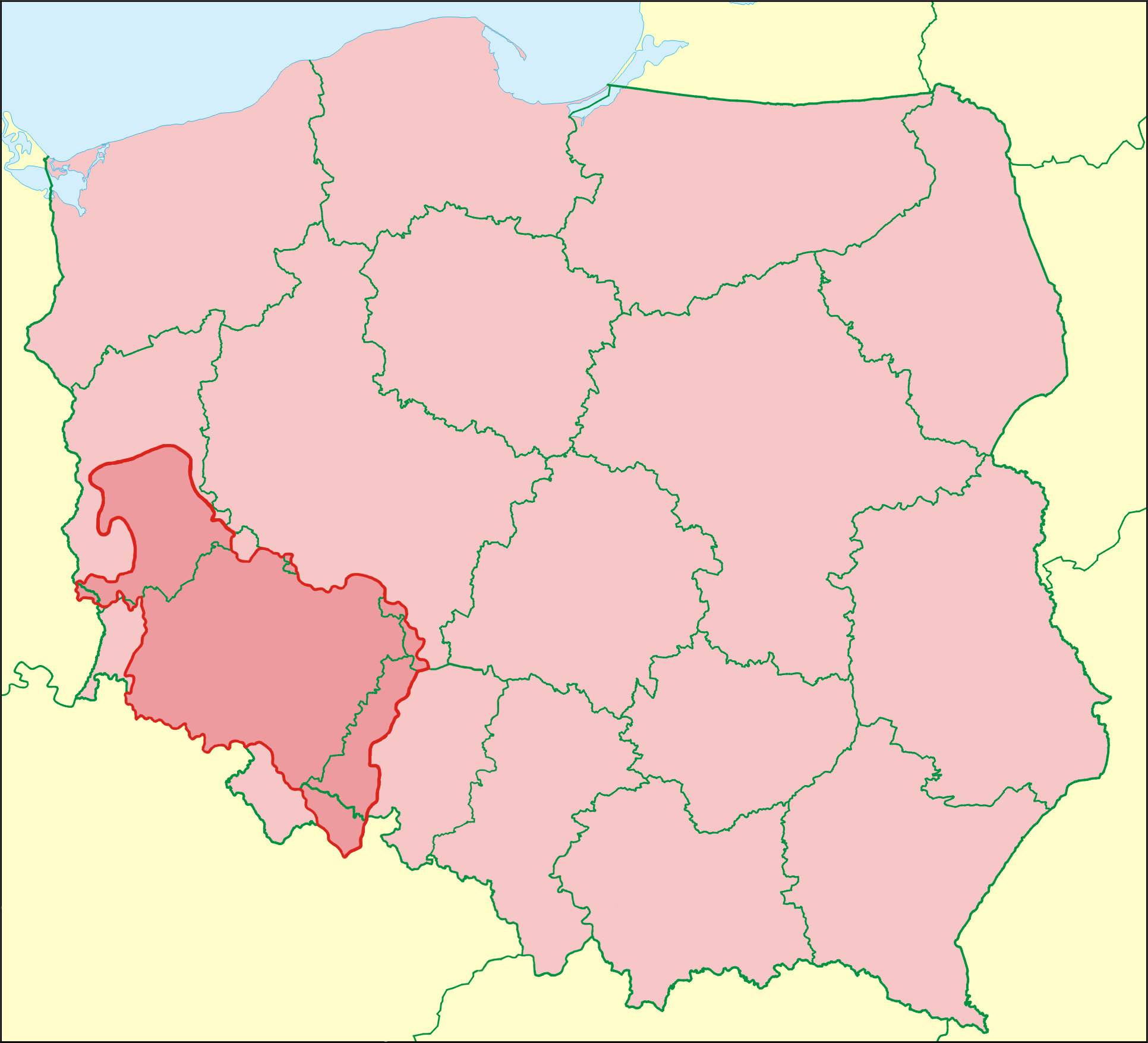
Нижня Сілезія

## Етимологія
Одна теорія стверджує, що ім'я Сілезія походить від силингів які були ймовірно, вандалами (Східні германці), що мігрували в напрямку півдня Балтійського моря вздовж Ельби, Одри, й Вісли в 2-му сторіччі. Коли силинги рухалися по області протягом Великого переселення народів, вони залишили тут частину своєї спільноти.
Особливо виражені залишки збереглися в іменах місць, які заклали нові мешканці, що були фактично слов'янами (пол. Śląsk; Стара польська мова: Śląžsk [-o]; Стара слов'янська: *Sьlęžьskъ [<*sǐlęgǐskǔ], від давньовандальської *Siling-isk [земля]). Цих людей стали пов'язувати з цим місцем, і тому вони були надалі відомі як сілезці (використовуючи латинізовану форму польського імені, Ślężanie), хоча вони, можливо, мали небагато спільного з оригінальними силингами.
Критики стверджують, що ні польське ім'я Śląsk, ні німецьке Schlesien не мають схожості з ім'ям племені — «силинги», і що латинське ім'я Сілезія походить з ХІ сторіччя.
Інша теорія (підтверджується археологічними знахідками) стверджує, що оригінальне ім'я регіону Śląsk, походить від західнослов'янського слова ślągwa, що означає високу вологість.

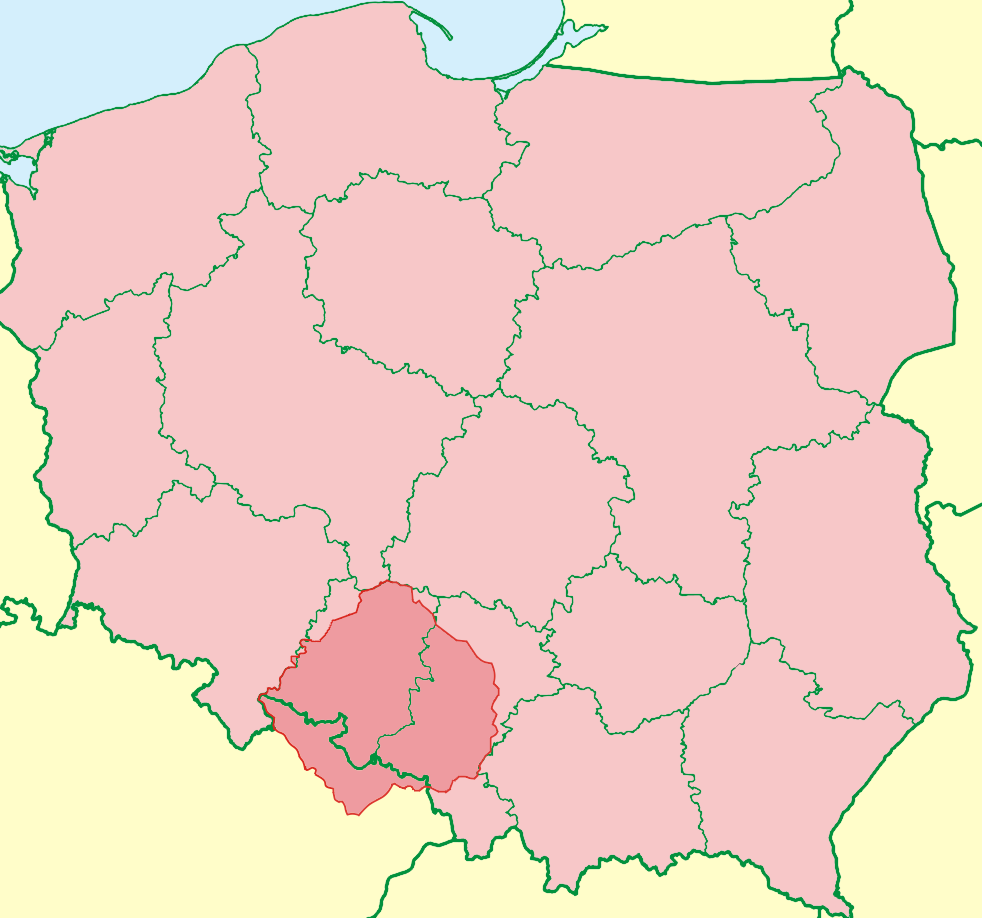
Верхня Сілезія

## Історія

### Перші люди
Перші сліди людей датовані в Сілезії між 230 000 і 100 000 років тому. Сілезія між верхньою Віслою і верхнім Одером була північною межею людського проникнення під час останнього льодовикового максимуму. Анатомічно сучасні люди прибути до Сілезії близько 35 000 років тому. Згодом, Сілезія була населена людьми, які належали до різних археологічних культур кам'яної, бронзової, та залізної доби, їх етнічна приналежність не може зараз бути визначена. Цивілізація неолітичної Європи, поза сумнівом включає і Сілезію. У пізню бронзову добу, Лужицька культура (ще не відомо хто це були: прагерманці, праслов'яни, фракійці, карпи, або іллирійці) займала Сілезію. Пізніше скіфи і кельти грали провідну роль на території Сілезії. Ще пізніше німецькі племена мігрували до Сілезії, можливо з Північної Німеччини або Скандинавії.
В античні часи головний маршрут Бурштинового шляху проходив через Сілезію.
Перша письмова згадка про Сілезію зустрічається у Клавдія Птолемея (Magna Germania) і римлянина Публія Корнелія Тацита (Німеччина). Згідно з Тацитом, у I сторіччі Сілезія була населена багато-етнічним конгломератом, у якому переважали Лугії, східногерманське плем'я. Були також частиною цієї федерації, імовірно, вандали, що мешкали на південь від Балтійського моря в гирлах Лаби, Одеру, і Вісли. Також, інші східногерманські племена мешкали в мало заселених землях.

### Середньовіччя
Після 500 року від Р. Х., велике переселення народів підштовхнуло велику частину східнонімецьких племен, мігрувати у напрямку до Південної Європи і залишити Сілезію, тоді як слов'янські племена розпочали заселення Сілезії.
У IX і X сторіччях, територія Сілезії перебувала під політичною владою перших історично зафіксованих держав в регіоні Велика Моравія, Моравія, пізніше Богемія. Близько 990 року від Р. Х., частина Сілезії були завойована і анексована недавно створеною Польською державою князя Мешко I (див. мапу), деякі історики подають цю дату як 999 і правління князя Болеслава I Хороброго. Протягом (1138—1320) князівство управляється різними гілками династії П'ястів. Сілезією керували нащадки колишнього королівського сімейства.
У 1146 році великий князь Владислав II Вигнанець визнав владу Священної Римської імперії, але був відправлений у вигнання. У 1163, його два сини захопили Сілезію за допомогою Імперії, і поділили землю між ними як князі Нижньої і Верхньої Сілезії. Вони створили дві головні лінії П'ястів в Сілезії: Вроцлавську (від Вроцлав)) і Опольсько-Рацибузьку (Ополе і Рацибуж). Політика подрібнення продовжувалась їхніми наступниками, Сілезія поділялась на 16 князівств у 1390-х.
У 1241, після здійснення набігу на Малопольщу, монголи вдерлися у Сілезію і викликали панічну і масову втечу. Вони пограбували край, але припинили облогу замку Вроцлава: на загальну думку будучи відбитими Святим Чеславом — «чудотворною кулеподібною блискавкою». Вони потім знищили об'єднанні польські і німецькі сили у битві біля Легниці, яка відбулась на Легницьовському полі біля Легниця. Після смерті Угедей-хана, монголи змінили рух і пішли не далі в Європу, а повернулися на схід, щоб брати участь у виборі нового великого кагана.
Правлячі князі Сілезії вирішили відновити їх міста згідно з найостаннішими адміністративними ідеями. Вони заснували або відновили приблизно 160 міст і 1500 містечок і запроваили Німецький міський закон (Магдебурзьке право і Срода Слезьке право) замість давніх, традиційних слов'янських і польських законів. Вони також заповнили недавні втрати населення, запрошуючи новоселів, здебільшого німецьких і голландських колоністів зі Священної Римської Імперії. Починаючи з кінця XIII сторіччя або початку XIV князі Сілезії запросили німецьких поселенців осідати на їхніх землях. Німецькі території були більш густозаселеними, а місцеві правителі були зацікавлені у розвитку власних держав та міського простору. Німці селилися здебільшого в містах, разом з євреями і чехами. У сільській місцевості, особливо у Верхній Сілезії, поляки все ще переважали.
У другій половині XIII сторіччя, різні лицарські ордени керували в Сілезії — Лицарі Хреста з Червоною Зіркою, після них були Госпітальєри і Тевтонський Орден.

### Сілезькі князівства
Багато князів-П'ястів пробували знов включити Сілезію в Польське королівство і возз'єднати Польщу. Перші істотні спроби зробив князь Генрих IV Пробус Сілезький, але він помер в 1290 перед реалізацією його мети. Князь Пшемисл II Великопольський об'єднує два споріднених краї і був коронований у 1295, але убитий в 1296. Згідно з його волею, передбачається, що Великопольща була успадкувана князем Генрихом Глогувським, який також прагнув об'єднати Польщу і навіть претендував на Князя Польщі. Проте, більшість знаті Великопольщі підтримували іншого кандидата від Куявської лінії П'ястів, князя Владислава I Локетека.
Владислав кінець кінцем виграв боротьбу внаслідок його ширшої підтримки. У той же час, король Богемії Вацлав II вирішив розширити його владу і був коронований як король Польщі в 1300. Половина наступного сторіччя була звичайна з війнами між Владиславом (пізніше його сином Казимиром III) і коаліцією Богемії, Бранденбургу і Тевтонського ордену що мали бажання поділити Польщу. Протягом цього часу сілезькі князі управляли маленькими королівствами, які були не в змозі об'єднатися з Польщею, і тому підкорились сусідній Богемії.
У 1327 князь Генрих VI Бреславський і князі Верхньої Сілезії визнали владу короля Іоанна Люксембурзького, в 1335 король Казимир III підтвердив об'єднання Сілезії і Богемії (Договори Тренчинський і Вишеградський). За наступні сторіччя, лінії князів-П'ястів у Сілезії відмерли і були успадковані Богемською короною:
- Опольська (Ополе) в 1314;
- Свідницька (Свідниця) в 1368;
- Олесницька (Олесниця і Глогув) в 1476;
- Жаганьська (Жагань) в 1504;
- Войтовицька (Войтович, Вроцлав) в 1532 ;
- Цешинська (Цешин) в 1625;
- та Бжезько-Легницька (Бжег та Легниця) в 1675.

Хоча Фрідріх Вільгельм, останній чоловік із сілезьких П'ястів — князь Тешинський (Князівство Тешинське) помер 1625, влада у князівстві перейшла до його сестри Єлізовети Лукреції, дружини князя Ліхтенштейну, до її смерті в 1653, після чого влада перейшла до Богемської корони під Габсбурзьким правлінням.
Наприкінці XIV сторіччя, країна була поділена на 18 князівств: Вроцлавське, Бжецьке, Глогувське, Яворницьке, Легницьке, Зембицьке, Опольське, Свідницьке і Сцинавське в Нижній Сілезії; Битомське, Немодлінське, Козельське, Ниське, Опольське, Рацибозьке, Стшельце-Опольске, Тешинське і Опавське у Верхній Сілезії. Невеликі правителі цих князівств марнували свою силу винищувальними сварками і виявлялися абсолютно безсилими, щоб припинити беззаконня їх феодальних васалів. Після правління деяких князів Нижньої Сілезії, як наприклад Генрих І і Болко І, та Генрих II і IV, які мали успіх у возз'єднанні більшості князівств під їх правлінням, країна знову скочувалась до анархії.
Спадщина Сілезьких князів Богемія об'єднала край всередині Священної Римської Імперії. Під головуванням імператора Карла IV Сілезія і особливо Вроцлав (Vratislav, Breslau) отримав добрий поштовх розвитку — багато великих будівель і церков було побудовано. З XIII сторіччя збільшується германізація населення краю через прибуття нових німецьких поселенців і асиміляцію місцевих правителів і селян серед нової німецької більшості.
Між 1425 і 1435 Богемія була спустошена Гуситськими війнами. Гусити повстали проти німецького населення, і деякі регіони, особливо Верхня Сілезія, стали частково слов'янськими знову. Незважаючи на розмах повстання, Сілезія залишилася в значній мірі католицькою, виключаючи Тешинську Сілезію, де ідеї гуситів були популярними. Зв'язок з Богемією не приніс сілезцям ніякої вигоди, але залучив їх до руйнівних Гуситських війн. У спалаху цього конфлікту в 1420 вони надали підтримку їх королю Сигізмунду проти богемських гуситів, яких вони розцінили як небезпеку їхній німецькій національності, але цим актом вони піддали себе серіям вторгнень (1425—1435), якими країна була серйозно спустошена.
Унаслідок цих набігів, німецьке населення у Верхньої Сілезії постійно зменшувалося; здавалось йде повне повернення слов'ян, внаслідок цього був призначений гусит Їржи з Подебрад на Богемське царство в 1457. Хоча більшість сілезьких династій погодилася, бюргери Бреслау відчайдушно чинили опір новому сюзерену, і перед тим, як він взяв всю владу в свої руки, його витіснив Угорський король, Матвій Корвін, який був з готовністю визнаний як керманич (1469). Корвін надав великі повноваження намісникам і зробив конфіскації земель непокірної знаті. Призначаючи постійні збори сілезьких князів і власників великих маєтків задля взаємодії з його намісником, він зробив важливий крок у напрямку до відміни виняткової прихильності і установив ефективний центральний уряд. Не зважаючи на ці реформи сілезці, які відчули серйозні фінансові настійні вимоги Корвіна, розпочали чинити опір Богемській короні. Скориставшись слабкістю наступника Корвіна — Уласло II, вони вимагали поступки, які забезпечили їм практичну автономію. Вони зберігали ці привілеї у часи Реформації, яку сілезці, незважаючи на їх католицьке завзяття протягом гуситських війн, прийняли з готовністю і з малим опором.

### Протестантська реформація

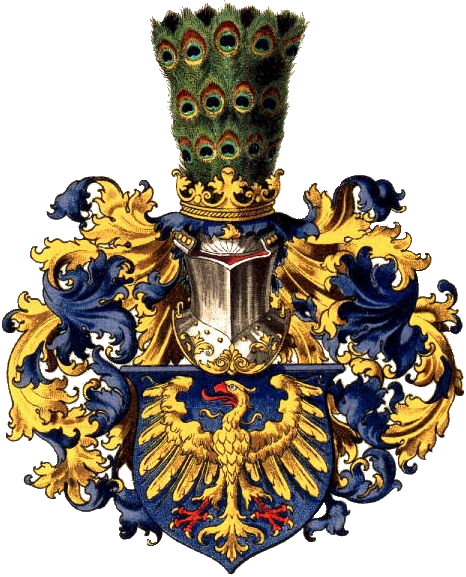
Історичний герб Верхньої Сілезії

У XVI сторіччі в Сілезії 9/10 мешканців стали лютеранами. Тому зв'язки Сілезії стали ближчими до центрів Протестантської Реформації, Бранденбургу і Саксонії, тоді як зв'язки з католицькими регіонами — Богемією і Південною Німеччиною ослабли.
Після смерті короля Лайоша II Яґеллона в 1526 Фердинанд І з габсбурзької династії був обраний королем Богемії. У тому ж році він зробив корону Богемії успадкованим володінням династії Габсбургів. У 1537 П'ястівський князь Фридрих II з Бжегу уклав договір з курфюрстом Іоахимом II з Брандербургу, за допомогою чого Гогенцоллерни Бранденбурзькі успадкували би князівство при перериванні династії П'ястів, але договір був знехтуваний Фердинандом.
Релігійні конфлікти і війни Реформації і контрреформації в XVII сторіччі змусили багатьох сілезьких протестантів шукати притулок в сусідніх країнах Бранденбургу, Саксонії і Речі Посполитій. Сілезькі протестанти часто також обходили обмежувальні закони, будуючи їх церкви на теренах цих країн, так звані церкви «межі» (Німецька мова: Grenzkirchen).

### Тридцятирічна війна

Історичний герб Нижньої Сілезії

Друга Празька дефенестрація у 1618 спричинила Тридцятирічну війну, викликану намаганнями короля Фердинанда II відновити католицизм та придушити протестантизм у межах Богемії. Ці наміри він здійснював за допомогою Ордену єзуїтів.

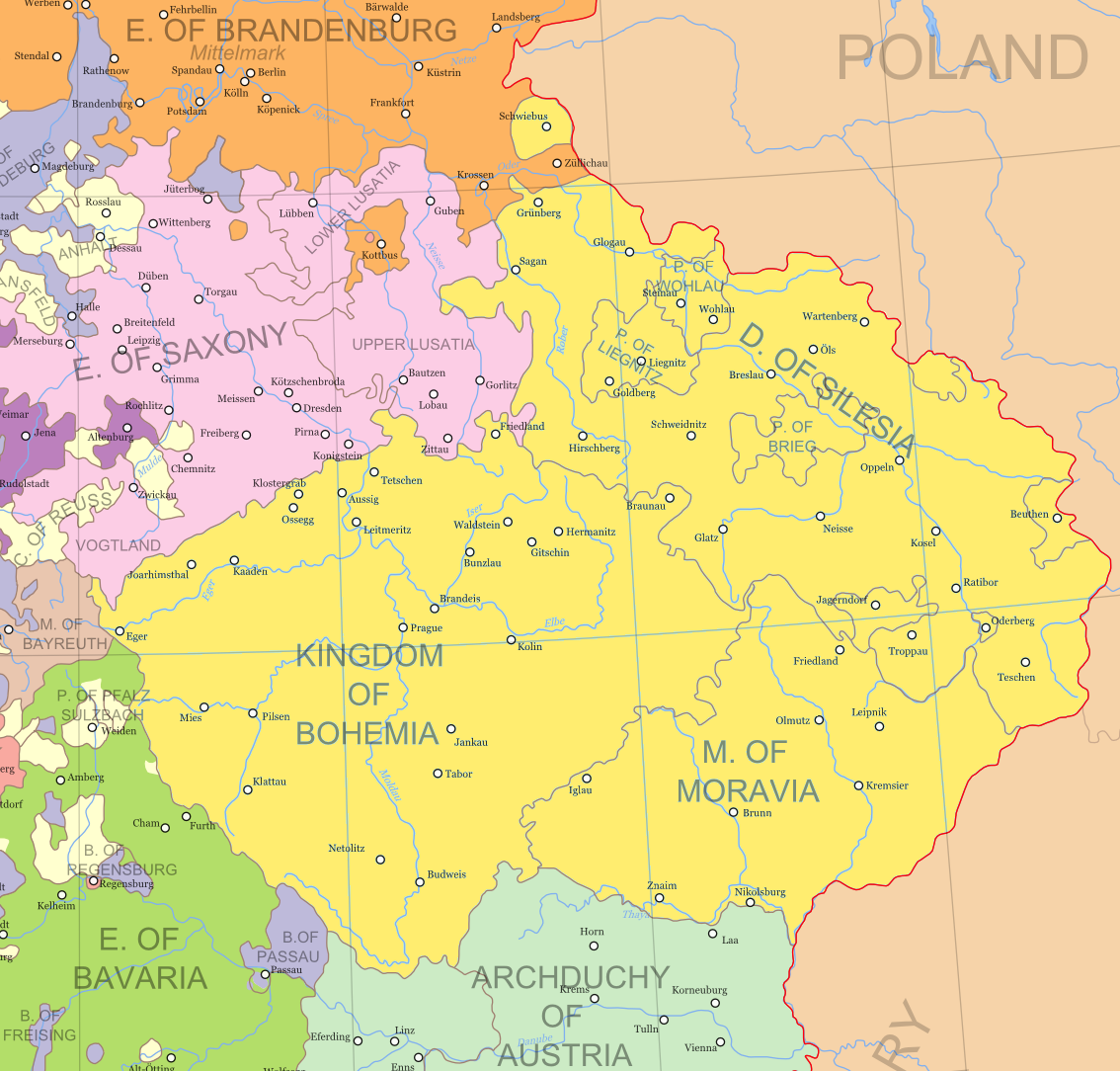
Землі Богемської Корони до 1742

Хоча Фердинанд прохав допомогу від здебільшого католицької Речі Посполитої, польська шляхта симпатизувала Богемії й угорському дворянству, незважаючи на їх релігійні відмінності, і відмовилась від короля Сигізмунда ІІІ, який бажав допомогти Габсбургам. Нарешті, Сигізмунд вирішив допомогти Габсбургам, посилаючи загони лісовиків наприкінці 1619, сподіваючись оволодіти знов Сілезією в обмін. Підтримка лісовиків виявилася вирішальною у Битві на Білій Горі у 1620. Проте, оскільки ситуація Габсбургів поліпшилась, імператор Фердинанд II не погодився на будь-які поступки в Сілезії, як і він не допоміг у війні Польщі проти Османської Імперії, і Польські королі ніколи не отримали що-небудь, окрім невизначеного набору обіцянок і декількох наречених, щоб відчувати прихильність до династії Габсбургів.
Після закінчення тридцятирічної війни Вестфальським миром у 1648 Габсбурги дуже заохочували католицизм і мали успіхи в поверненні до католицизму близько 60 % населення Сілезії. У 1675 останній правитель Сілезьких П'ястів помер.

### Прусське королівство

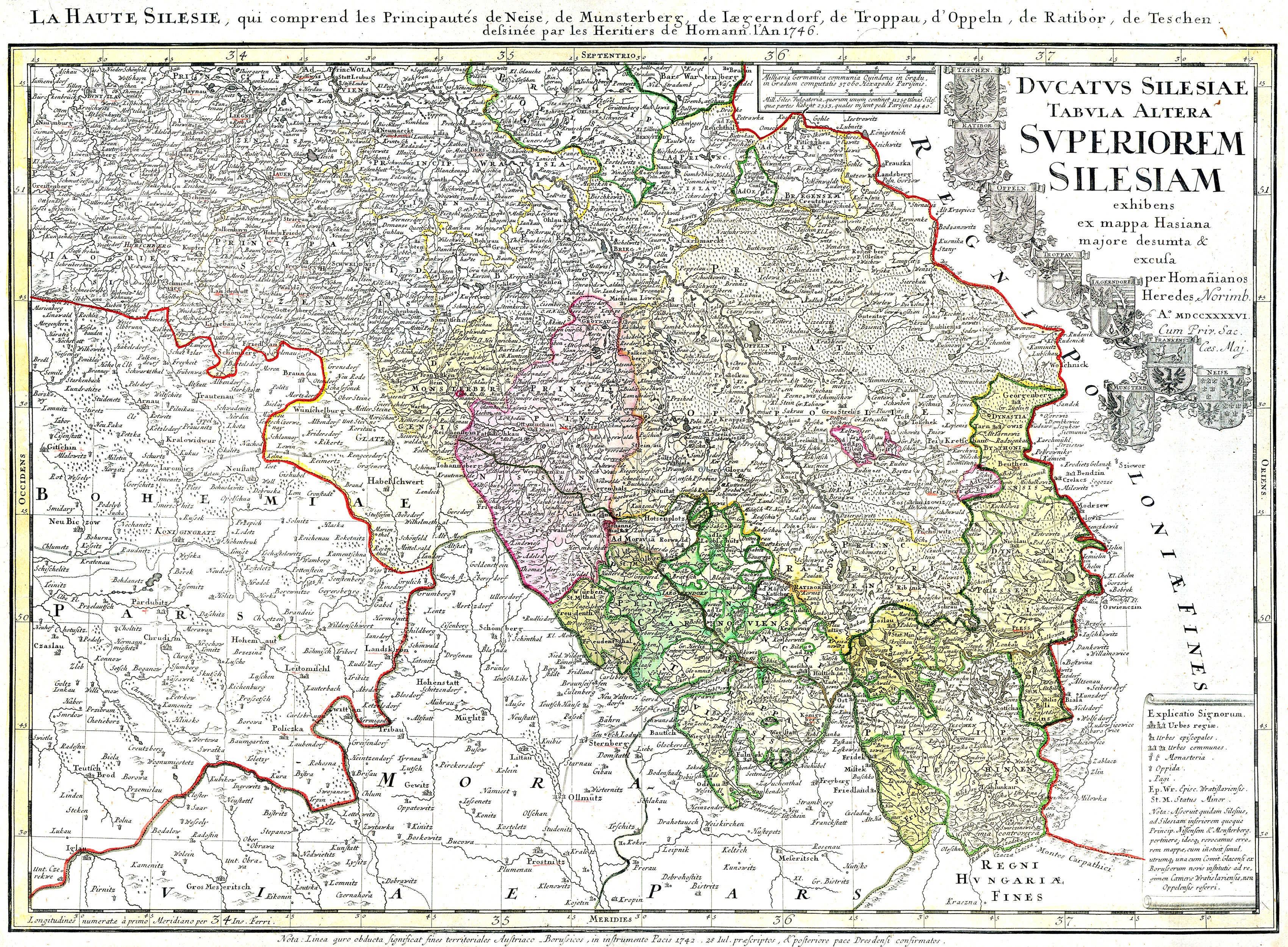
Верхня Сілезія
Карта Верхньої Сілезії у 1746

У 1740 анексія Сілезії королем Пруссії. Фрідріх II (Великий) віталася багатьма сілезцями, не тільки протестантами або німцями. Фрідріх обґрунтував свої вимоги на Бжецькому договорі, і почалася Війна за австрійську спадщину (1740—1748). На кінець війни Прусське королівство завоювало майже всю Сілезію, окрім частин на південному сході, на кшталт Тешинського князівства і Опавського князівства — збережені володіння Богемської корони і Габсбурзької монархії.
Семирічна війна підтвердила прусський контроль над більшістю Сілезії, і прусська Провінція Сілезія стала однією з найбільш лояльних провінцій Пруссії. У 1815 область навколо Ґерліця, колись частини Саксонії, була об'єднана з провінцією після Наполеонівських війн. В цей час німецька мова стала найвживанішою мовою Нижньої Сілезії, тоді як діалекти польської і чеської мови використовувалися в більшості сільської місцевості Верхньої Сілезії. Німецька мова була найвживанішою мовою і в більшості міст Сілезії.

### Сілезія в Німеччині і Австрії

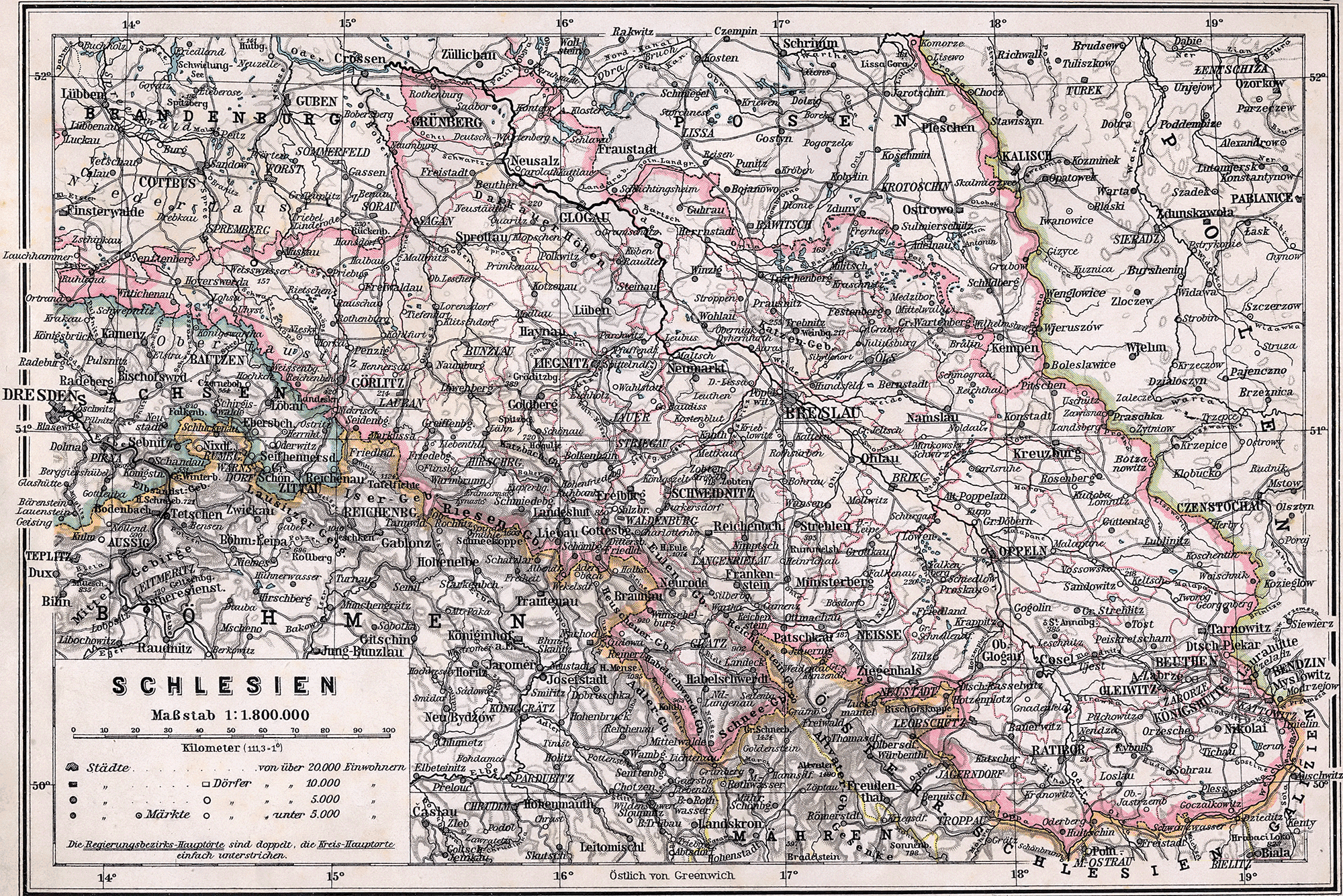
Сілезія в Німецькій Імперії 1905

Як провінція Пруссії, Сілезія стала частиною Німецької імперії протягом об'єднання Німеччини у 1871. У Верхній Сілезії була значна індустріалізація, і багато людей мігрували в цей край у той час. Переважна більшість населення Нижньої Сілезії була на той час німецькомовною і багато — лютеранами, зокрема столиця Бреслау. Були області, як наприклад Ополе і сільські частини Верхньої Сілезії, де значна частина або навіть більшість населення було слов'яномовне і католиками.
У період ХІХ — першій половині ХХ сторіччя, який характеризувався стрімким розвитком ідей націоналізму, між німцями та поляками відбулося зростання міжнаціональної напруги. В Сілезії етнічні поляки становили близько 30 % з населення, і більшість з них жила навколо Катовиць на південному сході Верхньої Сілезії. Загалом у Верхній Сілезії поляки складали 61,1 % населення в 1829, але завдяки державній політиці германізації їх кількість зменшилася до 58,6 % у 1849. У той же час області Острави і Карвина в Австрійській Сілезії все більш і більш індустріалізувалися. Істотна частина польськомовних людей були лютеранами в контрасті з німцями католицької габсбурзької Австро-Угорщини.
У 1900 населення Австрійської Сілезії становило 680 422 зі щільністю 132/км². Німці становили 44,69 % населення, поляки — 33,21 % і чехи — 22,05 %. Згідно з релігією, 84 % були католиками, 14 % протестантами і залишок були євреями. Місцева рада складалась з 31 членів, і Сілезія направила 12 представників у Рейхсрат у Відні. Адміністративно Сілезія мала поділ на 9 районів і 3 міста з автономними муніципалітетами: Опава (нім. Troppau) — столиця, Бельсько-Бяла (нім. Bielitz) і Фридек-Містек (нім. Friedeck.)
За Версальським договоом після поразки Німецької Імперії і Австро-Угорщини в Першій Світовій війні було вирішенно, що населення Верхньої Сілезії повинно проголосувати на плебісциті для того, щоб визначити майбутнє провінції, за винятком 333 км² області навколо Глучину (нім. Hultschiner Ländchen), яка була надана Чехословаччині в 1920 незважаючи на наявність німецької більшості. Плебісцит, організований Лігою Націй, відбувся в 1921. У Тешинській Сілезії по-перше була тимчасова угода між комісіями — польською пол. Rada Narodowa Księstwa Cieszyńskiego і чеською чеськ. Národní výbor pro Slezsko,— про розділення колишніх земель Тешинського князівства згідно з етнічними лініями. Проте, ще угода не була ухвалена чехословацьким урядом у Празі. Польща вирішила провести загальні вибори у спірній області. 23 січня 1919 чеські війська вторглися до Тешинської Сілезії і зупинилися 30 січня 1919 на річці Вісла біля Скочува. Запланований плебісцит 28 липня 1920 року по розділенню Тешинського князівства не відбувся і кордон між Польщею і Чехією був визначений Спа коференцією.

### Міжвоєнний період

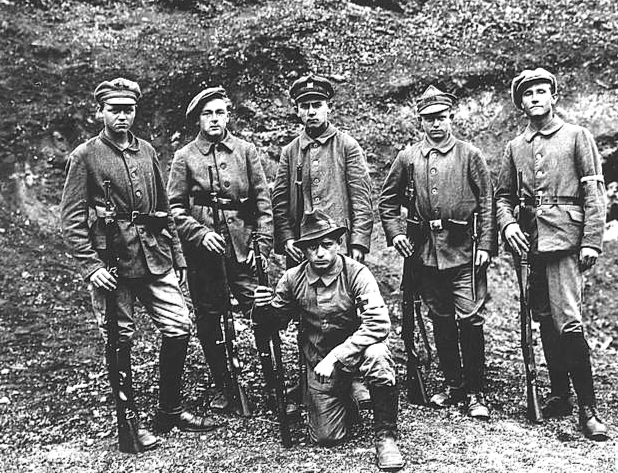
Сілезькі повстанці

Після референдуму, відбулося три Сілезькі повстання, що були спровоковані поляками області, після яких Ліга Націй вирішила, що провінція повинна бути розділена: де більшість голосувала за Польщу — приєднати до Польщі, де більшість голосувала за Німеччину — приєднати до Німеччини.
Ліга вирішила, що східна частина Верхньої Сілезії, де більшість голосувала за Польщу, повинна стати автономною областю в межах Польщі, організованої, як Автономне Сілезьке Воєводство (Autonomiczne Województwo Śląskie) і як виборчий округ з Сілезьким парламентом і Радою Сілезького Воєводства як виконавчим органом. Один з провідних політичних діячів, які проводили ці зміни, був Войцех Корфанти.
Сілезькі повстання 1919—1921:
- Перше Сілезьке постання: 16 серпня 1919 — 26 серпня 1919
- Друге Сілезьке постання: 19 серпня 1920 — 25 серпня 1920
- Третє Сілезьке постання: 2 травня 1921 — 5 липня 1921

Велика частина Сілезії, що залишилась Німеччині, була реорганізована в дві провінції Верхню Сілезію і Нижню Сілезію.
У Сілезії синагоги у Вроцлаві і в інших містах знищено у 1938 протягом Кришталевої ночі.
У жовтні 1938 Заолжя (частина Тешинської Сілезії на захід від річки Олжа — 876 км² з 258 000 мешканцями), була захоплена Польщею у Чехословаччини, після Мюнхенської угоди, прикордонні області Чехословаччини відійшли до Нацистської Німеччини. Чеська Сілезія з Слезькою Остравою був приєднаний до Судетської області, Глучин був приєднаний до провінції Верхня Сілезія.

### Друга Світова Війна
Нацистська Німеччина повернула собі польські частини Верхньої Сілезії (втрачені в результаті Першої Світової війни), а також міста Сосновець (Sosnowitz), Бендзін (Bendzin, Bendsburg), Хшанув (Krenau), і Заверці (Warthenau) і частини Олькуша (Ilkenau) і Живеця (Saybusch) в 1939, під час польського вторгнення з початком Другої Світової війни. Місцеве німецьке населення часто вітало Вермахт і сприйняли це на кшталт «звільнення» Судетської області. Пізніше, багато тисяч сілезців було мобілізовано до Вермахту.

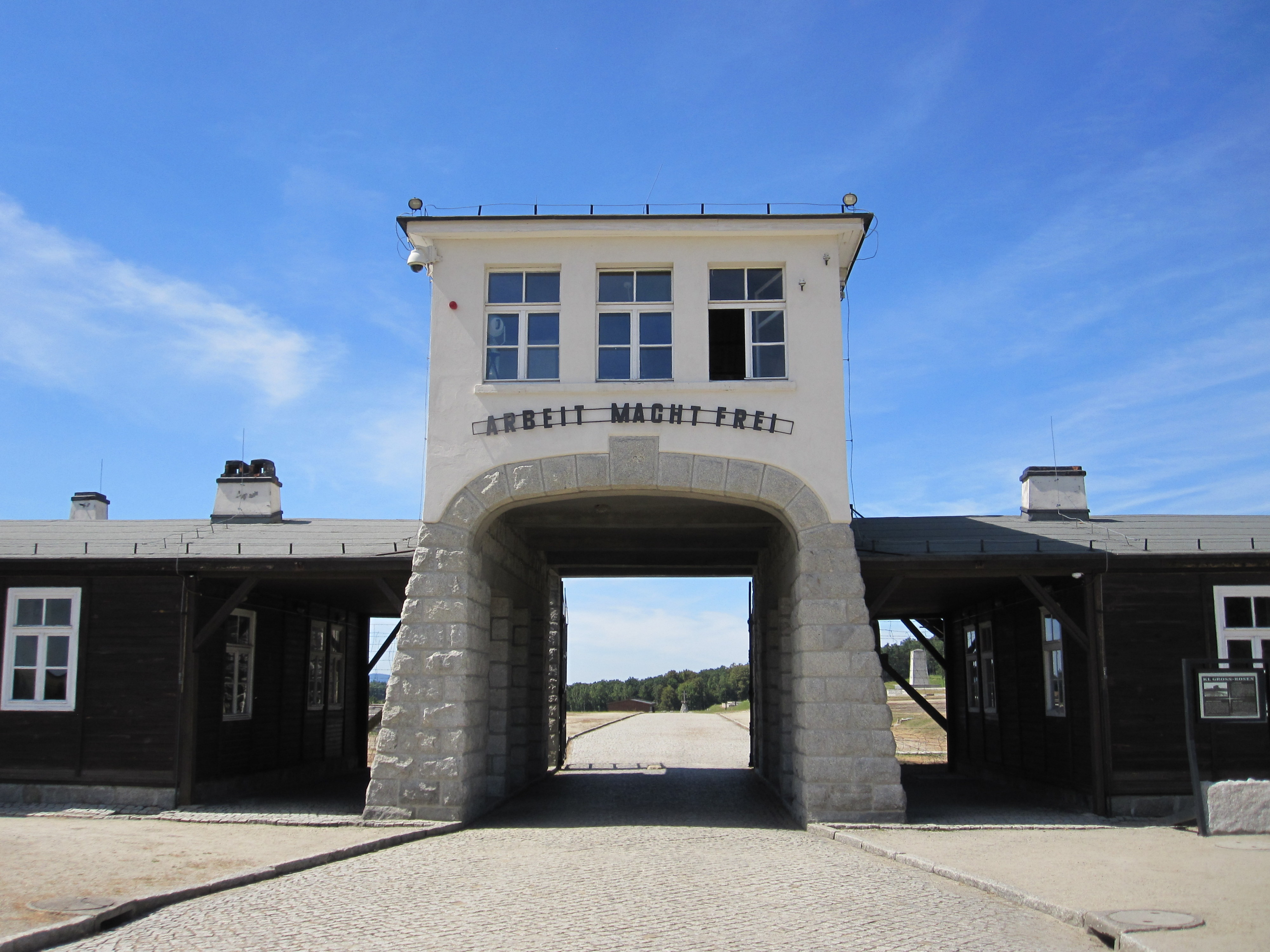
Ґросс-Розен

У 1940 німці почали будувати концтабір Аушвіц, який пізніше використовувався як табір смерті протягом Голокосту. Гросс-Росен мав підтабори в багатьох містах Сілезії, був також збудований в 1940.

### Сілезія після Другої Світової війни

Мапа поділу Німеччини протягом 1945—1949

У 1945 вся Сілезія була окупована радянською Червоною Армією і Армією Людовою в ході Сілезького наступу, як частина захоплення Східної Німеччини. На той час велика частка німецького населення покинули Сілезію, побоюючись помсти радянських військ, але багато хто повернувся після німецької капітуляції. Згідно з положеннями Ялтинської конференції і Потсдамської конференції, у 1945 Німецька Сілезія на схід від річок Одер і Нейсе була передана Польщі (дивіться Кордон по Одеру-Нейсе). Більшість сілезьких німців, що залишилися (перед ІІ Світовою війною їх було більш ніж чотири мільйони мешканців) були насильно депортовані, деяких ув'язнили в трудових таборах, наприклад Ламбіновице і Згодівському таборі праці. Багато хто загинув в тих таборах і ще більше під час від'їзду до Радянської Зони окупації за Одером (майбутня Східна Німеччина). Більш ніж 30 000 осіб (більшість німці, деякі мали частково польське коріння) сілезців були вислані до радянських копалень і Сибіру, більшість із них ніколи не повернулись. Інші були вислані у післявоєнні роки польським урядом, який проводив дуже націоналістичну антинімецьку політику щодо Знов повернених територій (дивись Німецький масовий від'їзд зі Східної Європи).
Промисловість Сілезії, зокрема промисловість Верхньої Сілезії, зазнала порівняно малого пошкодження протягом II Світової Війни союзниками завдяки її відносній недоступності союзницьким бомбардувальникам. Сілезію Радянська Армія узяла в кліщі в січні 1945, і можливо Альберт Шпеєр сповільнив або відмовив здійснювати політику випаленної землі. Ця загалом непошкоджена промисловість грала критичну роль у післявоєнній реконструкції та індустріалізації Польщі. Промисловість, яка була пошкоджена або знищена (здебільшого в Ополе і Нижній Сілезії), була відновлена після війни. Після війни бізнес-структури були націоналізовані і діяли, з відносно незначними змінами або інвестиціями, до 1989. Під час падіння комунізму у 1989 найбільш індустріалізовані частини Сілезії зазнали занепаду. Починаючи з 1989, Сілезія перейшла до різноманітнішої, заснованої на обслуговуванні, економіки.
Після Другої світової війни регіон був істотно знову заселений поляками, багато з яких було вигнано з Галичини і Волині, анексованих Радянським Союзом і приєднаних до Радянської України. Сьогодні маленька німецькомовна місцева меншина існує навколо Ополе (Oppeln) як деяка згадка про двомовність населення Верхньої Сілезії до 1945. У офіційному польському переписі 153 000 осіб назвали себе німцями, хоча аж до 500 000 або більше має німецьке походження. Німецько-польська сілезька меншина активна в політиці і виступає за право знову вільно використовувати німецьку мову на людях.

## Природні ресурси
Див. також Історія видобутку вугілля у Верхній Сілезії.

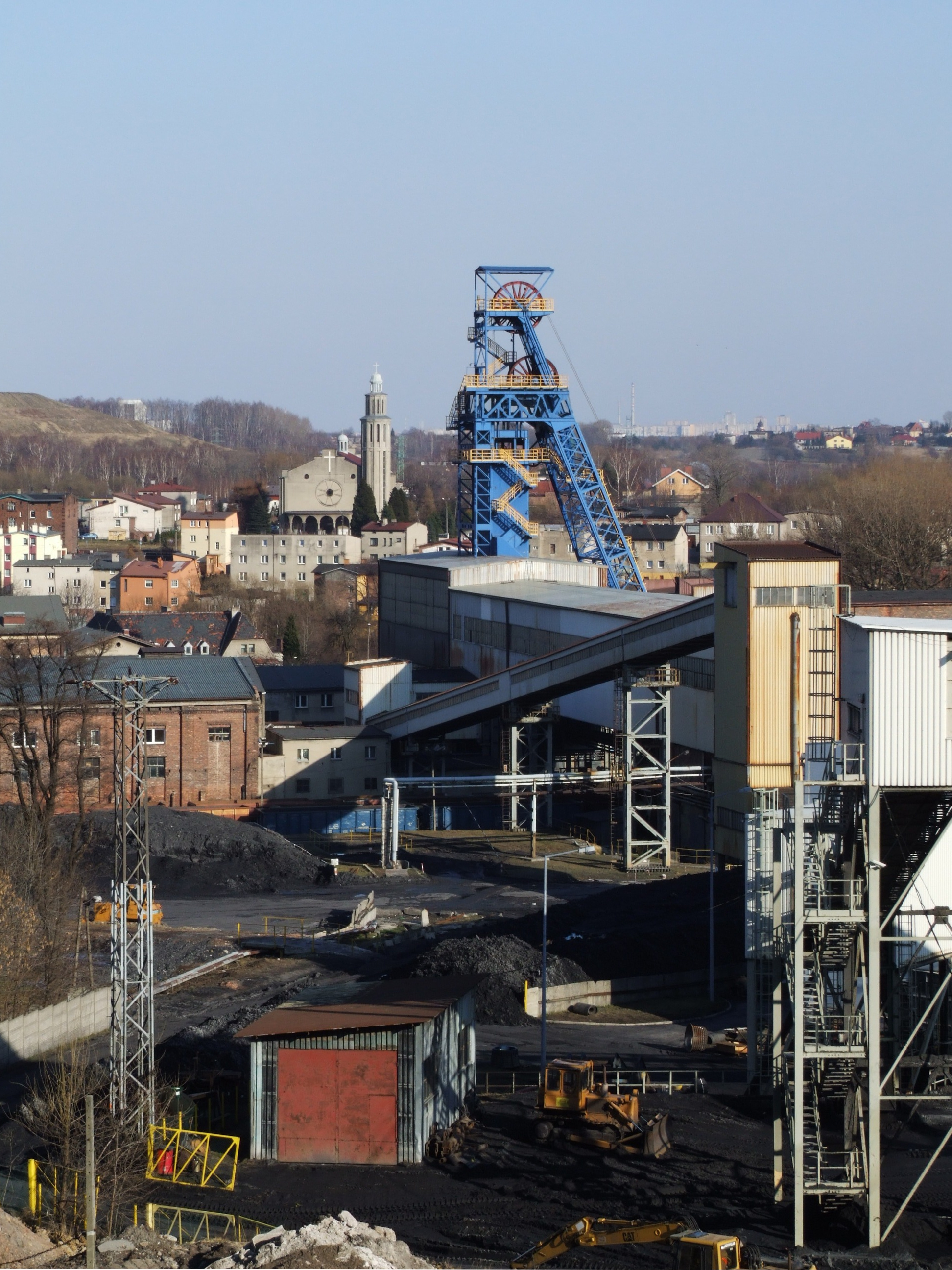
Шахта KWK Bolesław Śmiały, Лазиська-Гурне

Сілезія — багатий на ресурси і багатолюдний край. Великі поклади бітуму і бурого вугілля, є потужна промисловість, особливо у Верхній Сілезії. Нижня Сілезія має велику мідну гірничу промисловість і обробку між містами Легниця, Глогув, Любін і Полковіце. Нещодавно проведено переоблік покладів бурого вугілля біля Легниці. Встановлено, що запаси сягають близько 35 мільярдів тонн, що робить Сілезію одним з найбагатших ресурсами і людьми краєм у світі.
Наступні корисні копалини також видобуваються в Сілезії: цинк, срібло, кадмій, свинець, золото, метан, залізна руда, вапняк, мергель, мармур, і базальт. Історично, також видобувався уран.
За посткомуністичні часи, проте, застарілий стан багатьох засобів привів до екологічних проблем та істотного переходу від економіки, заснованої на видобутку копалин до заснованої на обслуговуванні.
| Корисні копалини | Видобуток (тонн) | Посилання |
| ---------------- | ---------------- | --------- |
| Бітумне вугілля  | 95,000,000       |           |
| Мідь             | 571,000          | [ 8 ]     |
| Цинк             | 160,000          | [ 9 ]     |
| Срібло           | 1,200            | [ 10 ]    |
| Кадмій           | 500              | [ 11 ]    |
| Свинець          | 70,000           | [ 12 ]    |

Край також має розвинуте сільське господарство, вирощуються злаки (пшениця, жито, ячмінь, овес, кукурудза), картоплю, ріпак, цукровий буряк тощо. Добре розвинуте молочне виробництво. Сілезьке Ополе має найвищий індекс ефективності сільського господарства в Польщі..
Гірська частина південної Сілезії має багато привабливих місць для туризму (наприклад, Карпач, Щирк, Вісла).
Сілезія має значні лісові масиви.

## Демографія
Сучасна Сілезія заселена поляками, німцями, чехами і слов'янами сілезцями. Останній Польський перепис 2002 показав, що сілезці — найбільша національна меншина в Польщі, німці, були другими; обидві групи розташовано здебільшого у Верхній Сілезії. Чеська частина Сілезії населена чехами, моравами і поляками.
Перед Другою світовою війною, Сілезія була населена здебільшого німцями і поляками, німецькими і польськими євреями і чехами. У 1905, перепис показав (у Верхній Сілезії), що 75 % населення були німці і 25 % поляки. Більшість сілезьких німців або втекли, або були вигнані з Сілезії протягом і після II Світової війни. Сілезькі німці сьогодні живуть на теренах Федеративної Республіки Німеччини, багато з них працюють шахтарями в Рурській області, як їх предки на шахтах Сілезії. Для того, щоб владнати їх інтеграцію в західнонімецьке суспільство після 1945, було організовано офіційно визнані організації, зокрема — Сілезійське земляцтво (Landsmannschaft Schlesien), фінансоване з федерального німецького бюджету. Одним з його найвідоміших, але спірних представників, був політик Герберт Гупка — представник ХДС.
Сілезія завжди відрізнялась від решти Польщі, в тому числі методами управління. Сілезці відрізняються винятковою робочою етикою, високою технічною освіченістю, відданістю родині, взаємодопомогою, скептицизмом до політики і ЗМІ.

## Міста в Сілезії
Безумовно, найбільший міський центр в Сілезії (і в Польщі) є Агломерація міст Верхньої Сілезії, яка об'єднує 14 сусідніх міст. Проте борючись щоб карта була зрозумілішою їх іноді навіть не показують на польських картах.
Наступна таблиця зі списком міст в Сілезії з населенням, більше, ніж 100,000 (2006):
|    |  | Офіційна назва | Населення | Площа   | Адміністрація             | Країна |
| -- |  | -------------- | --------- | ------- | ------------------------- | ------ |
| 1  |  | Вроцлав        | 635 932   | 293 км² | Нижньосілезьке воєводство |        |
| 2  |  | Катовиці       | 317 220   | 165 км² | Сілезьке воєводство       |        |
| 3  |  | Острава        | 309 531   | 214 км² | Мораво-Сілезький край     |        |
| 4  |  | Гливиці        | 199 451   | 134 км² | Сілезьке воєводство       |        |
| 5  |  | Битом          | 187 943   | 69 км²  | Сілезьке воєводство       |        |
| 6  |  | Забже          | 191 247   | 80 км²  | Сілезьке воєводство       |        |
| 7  |  | Бельсько-Бяла  | 176 864   | 125 км² | Сілезьке воєводство       |        |
| 8  |  | Руда-Шльонська | 146 658   | 78 км²  | Сілезьке воєводство       |        |
| 9  |  | Рибнік         | 141 580   | 148 км² | Сілезьке воєводство       |        |
| 10 |  | Тихи           | 131 153   | 82 км²  | Сілезьке воєводство       |        |
| 11 |  | Ополе          | 128 268   | 97 км²  | Опольське воєводство      |        |
| 12 |  | Валбжих        | 126 465   | 85 км²  | Нижньосілезьке воєводство |        |
| 13 |  | Зелена Гура    | 118 221   | 58 км²  | Любуське воєводство       |        |
| 14 |  | Хожув          | 114 686   | 33 км²  | Сілезьке воєводство       |        |
| 15 |  | Легниця        | 105 750   | 56 км²  | Нижньосілезьке воєводство |        |

## Персоналії
- Ігнац Райманн — церковний композитор, музикант, педагог.